# 名古屋市交通局10000形無軌条電車

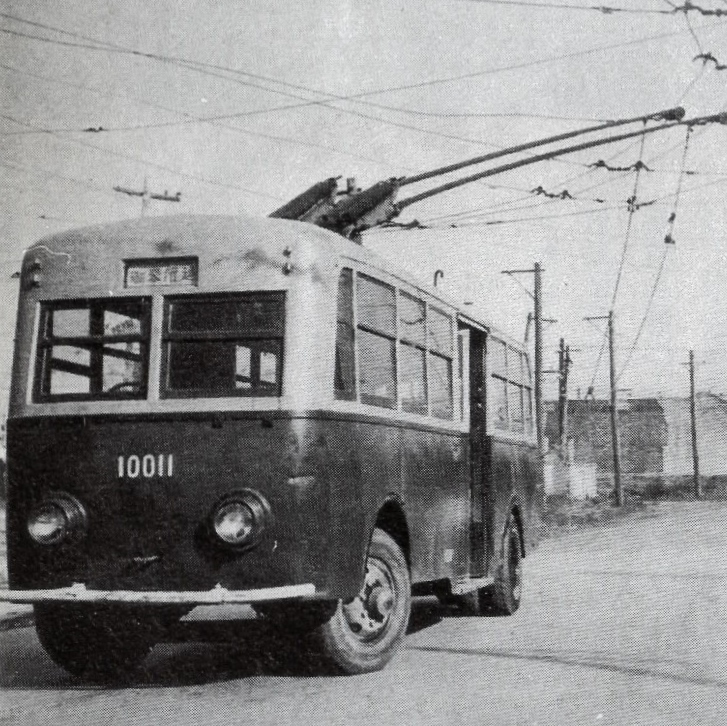
10000形無軌条電車

名古屋市交通局10000形無軌条電車（なごやしこうつうきょく10000がたむきじょうでんしゃ）は、名古屋市交通局（名古屋市営トロリーバス）の開業時に投入されたトロリーバス車両。

## 概要
名古屋市のトロリーバスは1943年、折りしも戦時下で名古屋市電を延伸を可能にするほどの資材がなかったことから、必要とする鉄鋼がそれの12%程度しか要しないということで、開業に至った。
この10000形はその開業にあわせ、木南車輌で15両が製造される予定であったものである。しかし三菱電機製の電動機調達が遅れたため、開業に間に合ったのは5両のみであった。14両体制になったのは、開業から4か月経った9月のことである（残りの1両は計画変更で取り消しとなった）。